# Vladislav II. (Böhmen und Ungarn)

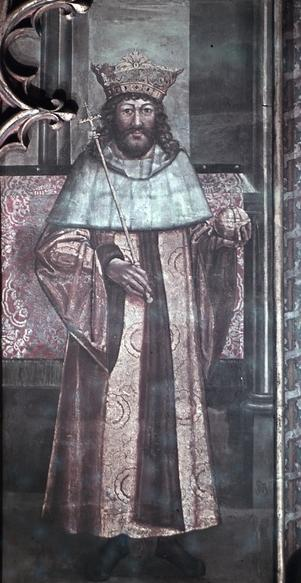
Vladislav II. (1509)

Vladislav II. von Böhmen und Ungarn, deutsch Ladislaus Jagiello (polnisch Władysław II. Jagiellończyk, ungarisch Ulászló, tschechisch Vladislav Jagellonský, kroatisch Vladislav II. Jagelović; * 1. März 1456 in Krakau; † 13. März 1516 in Ofen), war ab 1471 König von Böhmen und ab 1490 bis 1516 König von Ungarn und Kroatien.

## Leben
Vladislav II. entstammte dem Adelsgeschlecht der Jagiellonen. Er war der Sohn Kasimirs IV. Andreas, Königs von Polen und Großfürsten von Litauen, und Elisabeths von Habsburg.
1465 bildete sich in Böhmen, angeführt von der katholischen Bewegung Grünberger Allianz (Jednota zelenohorská), eine Opposition gegen König Georg von Podiebrad. Deren Wunschkandidat als dessen Nachfolger war der polnische König Kasimir IV., der jedoch eine Kandidatur ablehnte. Ein Jahr später rief Papst Paul II. gegen das ketzerische Böhmen einen Kreuzzug aus, angeführt von dem ungarischen König Matthias Corvinus, der 1469 von der Grünberger Allianz zum König ausgerufen wurde. Fünf Wochen nach dessen Wahl verweigerte Georg diesem die Krone und bestimmte als seinen Nachfolger Vladislav, den ältesten Sohn des polnischen Königs Kasimir.
Ctibor Tobischau von Cimburg, einer der Führer der Utraquisten, war Hauptförderer der Wahl Vladislavs, wurde von Georg von Podiebrad zum polnischen König Kasimir nach Krakau gesandt, wo er Verhandlungen über die mögliche jagiellonische Kandidatur auf den böhmischen Thron führte.
Der Wahllandtag, der nach Georgs Tod im Mai 1471 in Kuttenberg zusammentrat, war von der Spaltung des Landes geprägt. Während die ultraquistische Partei Podiebrads, dessen Willen folgend, den polnischen Prinzen Vladislav zum Thronkandidaten erhob, erhoffte sich Matthias die Bestätigung seines Königtums. Um in dieser angespannten Situation die Frage der Thronfolge verhandeln zu können, vereinbarten die Kriegsgegner einen mehrwöchigen Waffenstillstand. Der Regentschaftsrat unter der Leitung Herzog Heinrichs von Münsterberg, des ältesten Sohnes Georg von Podiebrads, berief den sächsischen Herzog Albrecht den Beherzten mit Heeresmacht ins Land, der für die Durchsetzung des Friedensgebotes, Vermittlung zwischen den Kriegsparteien und nicht zuletzt auch für den Schutz der Königswahl sorgen sollte.
Die Wahl Vladislavs wurde dann am 27. Mai 1471 auf dem Landtag in Kuttenberg bestätigt. Ctibor Tobischau von Cimburg wurde nach Krakau gesandt, um dem polnischen König die Nachricht zu überbringen, dass sein Sohn Vladislav zum König gewählt worden war. Die feierliche Krönung Vladislavs II. mit der Wenzelskrone erfolgte am 22. August 1471 im Prager Veitsdom. Erst am 10. Juni 1477 übergab Kaiser Friedrich III. nach langen Jahren des Zögerns die böhmische Kurwürde an Vladislav.
Nachdem Vladislav II. 1471 in Prag eingezogen war, ließ er sich mit seinem Hofstaat zunächst im Königshof (Králův dvůr) nieder, der sich auf dem heutigen Platz der Republik am Prager Pulverturm in der Altstadt befand. In der Folgezeit ließ er die Prager Burg rekonstruieren, die er 1485 bezog.
Für Vladislav II. wurde ab etwa 1490 die Prager Burg im Stil der Renaissance ausgebaut. Bedeutendstes Denkmal dieser Zeit ist der so genannte Vladislav-Saal, in dessen Bauschmuck sich spätgotische und Renaissance-Formen mischen. Der um 1500 fertiggestellte Saal von dem bayerischen Architekten Benedikt Ried war der größte Repräsentationsraum jenseits der Alpen in Europa. Für seine persönliche Nutzung ließ Vladislav ab etwa 1480 die Burg Křivoklát in einem Jagdforst westlich von Prag umbauen.
Von seinem Vorgänger erbte Vladislav den Krieg gegen den Gegenkönig Corvinus, der im Gegensatz zu Vladislav (welcher auch Katholik war) nicht bereit war, die utraquistische Konfession landesrechtlich anzuerkennen. Mit dem Frieden von Olmütz wurde dieser Krieg 1479 beendet. Matthias behielt die böhmischen Nebenländer Mähren, Schlesien, Ober- und Niederlausitz und durfte wie Vladislav den Titel eines Königs von Böhmen führen. Nach dem Tod des einen Königs sollte die böhmische Krone in der Hand des anderen wiedervereinigt werden. Dies geschah nach dem Tod von Matthias Corvinus. Nach Vereinbarungen des ungarischen Magnaten Stephan Zápolya mit Vertretern der ungarischen Stände in Buda wurde Vladislav zum König von Ungarn gewählt und am 21. September 1490 in Székesfehérvár auf Grundlage des Friedens von Olmütz von 1479 zum König von Ungarn gekrönt. Er setzte sich zudem als König in Ungarn gegen den Habsburger Maximilian I. und seinen Bruder Johann I. Albrecht durch. Im Frieden von Pressburg kam es 1491 zum Ausgleich mit Maximilian.
Sowohl in Ungarn als auch in Böhmen war die Herrschaft Vladislav II. stark vom Adel abhängig.
Der aus dem Kleinadel stammende Bischof von Raab, Tamás Bakócz benutzte die Ansprüche der Königswitwe Beatrix von Aragón dazu, die Position von Vladislav durch ein Eheversprechen und deren finanziellen Nachlass zu festigen. Der ehrgeizige Kleriker wurde Kanzler des Königreichs Ungarn und war auch verantwortlich für die Außenpolitik des Landes. Er wurde 1497 als Nachfolger von Ippolito d’Este zum Erzbischof von Gran (Esztergom) erhoben und stieg als Primas von Ungarn zum reichsten Herrn des Landes auf. Neben Bakócz konnten sich im Namen des Königs vor allem der Palatin Stephan Zápolya und der Woiwode von Siebenbürgen, Stephan Báthory von Somlyó die führenden Positionen der Staatsgewalt in Ungarn sichern. In Böhmen setzten die böhmischen Stände 1500 die nach dem König benannte Vladislavsche Landesordnung durch, die ihnen weitgehende Mitsprache bei der Regierung des Landes sicherte.
Vladislav wurde allgemein als gutmütig angesehen und in Ungarn Dobzse László genannt, was erstens andeutet, dass er zu allem dobrze (= polnisch „gut“) sagte, und zweitens zeigt, dass er kein Ungarisch sprach.
Der beim Wiener Fürstentag geschlossene Erbvertrag mit dem Habsburger und die arrangierte Wiener Doppelhochzeit seiner Tochter Anna mit Maximilians Enkel Ferdinand und seines Sohnes Ludwig mit Maria von Österreich 1515 schufen die dynastische Voraussetzung für den Aufstieg des Hauses Habsburg in Ostmitteleuropa.

## Ehen und Nachkommen

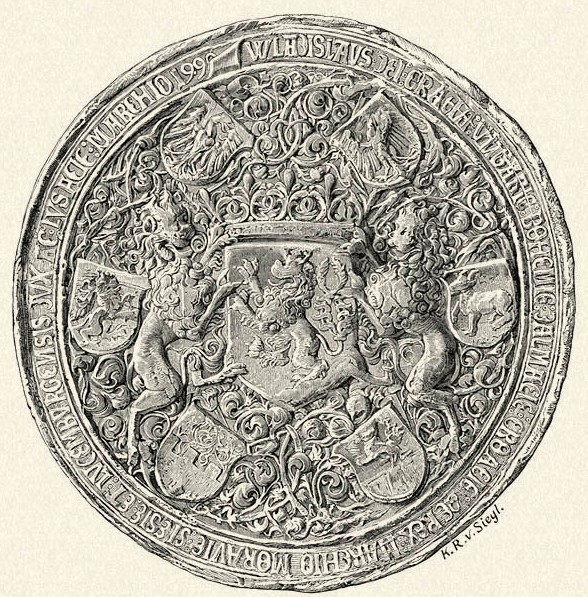
Siegel Vladislav II. aus dem Jahr 1513

Zuerst heiratete Vladislav am 20. August 1476 Barbara (1464–1515), die Tochter des Markgrafen Albrecht Achilles von Brandenburg, die er jedoch nie zu Gesicht bekam; die zweite, heimliche Eheschließung erfolgte am 4. Oktober 1490 mit Beatrix von Aragón (1457–1508), der Tochter des Königs von Neapel, Ferdinand I., und Witwe von Matthias Corvinus; beide Ehen wurden 1500 vom Papst als ungültig erklärt. Die dritte Ehe wurde in Abwesenheit von Vladislav am 23. März 1502 auf dem Schloss Blois mit Anne de Foix-Candale (* 1484; † 26. Juli 1506 in Ofen), einer Tochter verarmter Grafen, geschlossen, die durch den französischen König Ludwig XII. und seine Gemahlin Anna vertreten wurde. Die Hochzeitsfeierlichkeiten in Anwesenheit beider Eheleute fanden im Oktober 1502 in Ofen statt. Aus der Ehe gingen zwei Kinder hervor:
- Anna (1503–1547), Erbin von Böhmen und Ungarn ⚭ 1515 Ferdinand I. (1503–1564), Erzherzog von Österreich und deutsch-römischer König
- Ludwig II. (1506–1526), letzter König aus dem Geschlecht der böhmisch-ungarischen Jagiellonen ⚭ 1515 Erzherzogin Maria (1505–1558)

## Verwandtschaftliche Beziehungen
Über seine Schwestern war Vladislav mit den Wittelsbachern, Albertinern und den Hohenzollern verschwägert. Die älteste Schwester Vladislavs Hedwig wurde 1475 auf der Landshuter Hochzeit mit dem Wittelsbacher Georg dem Reichen vermählt. Die Schwester Sophie ging 1479 mit Friedrich, einem Sohn des Kurfürsten von Brandenburg Albrecht, die Ehe ein und Barbara war mit Georg von Sachsen verheiratet.
Für die Jagiellonen waren diese Heiraten wegen der Rivalität mit den Habsburgern um die ungarische Krone von Bedeutung.

## Persönlichkeit
Seine hervorstechendsten Eigenschaften war eine bis zur Schwäche gehende Gutmütigkeit, ein starker Familiensinn und eine ihm von seinem Lehrmeister Jan Długosz anerzogene, streng kirchlich gerichtete Frömmigkeit. Dazu kamen eine gewisse Scheu vor persönlicher Verantwortung, ein Zurücktreten hinter den Ratgebern, ein Eingehen auf Einflüsterungen und eine meist verborgene Empfindlichkeit. Nur abseits von Hof auf der Jagd fühlte er sich wohl und wagte er sich ungezwungen zu geben.